# Dadok Tunggul Hitam
Dadok Tunggul Hitam is een bestuurslaag in het regentschap Padang van de provincie West-Sumatra, Indonesië. Dadok Tunggul Hitam telt 15.875 inwoners (volkstelling 2010).